# Sulfid manganatý
Sulfid manganatý (chemický vzorec MnS) je nejčastěji červenorůžová nebo růžová práškovitá látka, nerozpustná ve vodě, ovšem rozpustná v roztocích kyselin na soli manganaté.

## Krystalické modifikace
Sulfid manganatý krystaluje ve 3 odlišných modifikacích lišících se barvou, modifikace se označují α, β a γ. Modifikace α je zelená a krystaluje v krychlové (kubické) plošně centrované soustavě. V této modifikaci se vyskytuje také v přírodě a to v podobě minerálu alabanditu. Modifikace β je červená až růžová (nejčastěji přechod) a krystaluje stejně jako modifikace α v krychlové plošně centrované soustavě. Rozdíl mezi těmito dvěma soustavami je v odlišné velikosti krystalické mřížky. Modifikace γ je růžová a krystaluje v šesterečné (hexagonální) soustavě.

## Reakce
Pražením lze sulfid manganatý převést na oxid manganato-manganitý Mn3O4 a oxid siřičitý SO2 a následně redukcí uhlíkem (koksem) se získá mangan.
3 MnS + 5 O2 → Mn3O4 + 3 SO2
Mn3O4 + 4 C → 3 Mn + 4 CO
Sulfid manganatý lze připravit srážením rozpustných solí manganatých roztokem alkalického sulfidu nebo sulfanem, působením sulfanu na mangan nebo přímo slučováním manganu se sírou za vyšší teploty.
Mn2+ + Na2S → MnS + 2 Na+ nebo Mn2+ + H2S → MnS + 2 H+
Mn + H2S → MnS + H2
Mn + S → MnS